# Метафосфат олова(II)
Метафосфат олова(II) — неорганическое соединение,
соль олова и метафосфорной кислоты
с формулой Sn(PO3)2,
аморфный порошок.

## Получение
- Сплавление стехиометрических количеств оксида олова(II) и пентаоксида фосфора [1]:

{\displaystyle {\mathsf {SnO+P_{2}O_{5}\ {\xrightarrow {T}}\ Sn(PO_{3})_{2}}}}

## Физические свойства
Метафосфат олова(II) образует аморфный порошок.